# ラチェット&クランク FUTURE
『ラチェット&クランク FUTURE』（ラチェットアンドクランク フューチャー、 Ratchet & Clank Future: Tools of Destruction）は、ソニー・コンピュータエンタテインメント（SCE）より2007年11月11日に発売されたPLAYSTATION 3用アクションゲームである。
本作は、クランク＆ラチェット マル秘ミッション☆イグニッション！の続編である（ただし発売日は本作のほうが約1年早い）。本作の続編については、ラチェット＆クランク FUTURE 外伝 海賊ダークウォーターの秘宝を参照。

## 概要
PlayStation 2時代に人気を博したアクションゲームシリーズラチェット&クランクの新シリーズ第1作である。シリーズ全体としては6作目にあたる。
PLAYSTATION 3本体発売の1周年目に発売された。このため、ゲームソフトとしては珍しく日曜日が発売日となっていた。
本作が発売された前年の2006年に、『ラチェット&クランク』シリーズの開発者、ダン・ジョンソンが逝去しており、本作は彼の死後初めてインソムニアックゲームズが開発したものであり、エンディングのスタッフクレジット前には「In Memory of Dan Johnson」と故人を偲ぶ追悼メッセージが表示される。

## ストーリー
ラチェットとクランクはズガガ銀河のハイテク惑星ケルヴァンの都市メトロポリスでのんびりと暮していた。しかし、ある日彼らは帝王タキオン率いるクラグマイツ族の襲撃にあってしまう。タキオンの狙いは、ロンバックス族の最後の生き残りであるラチェットを抹殺し、「ロンバックスの謎」という強力な兵器を手に入れることだという。なぜ、ロンバックス族はラチェットを除き滅びたのか、ロンバックスの謎とは何なのか。様々な謎が錯綜する中、事の真意を探るために、ラチェットとクランクは新たな冒険に出発した。

## キャラクター
ラチェット（声：津村まこと）
主人公。ロンバックス族最後の生き残り。惑星ファストゥーンで"ロンバックスの謎"こと次元間転位装置「ディメンジョネイター」を守護する戦士の息子である。
クランク（声：大川透）
ラチェットの相棒。ゾニーと会話ができるが、ゾニーの存在や声を認識できないラチェットからは訝しがられている。
アフィリオン（声：前田ゆきえ）
戦闘機。惑星ファストゥーンで撃墜されていた。人工知能のしゃべり方はギャルのようである。
キャプテン・クォーク（声：乃村健次）
ヒーロー。今回はバトルアリーナで司会を務める。
タキオン（声：岩崎ひろし）
クラグマイツ族の帝王。「王」を強調する変なしゃべり方をする。
タルウィン・アポジー（声：黒河奈美）
探検家マックス・アポジーの娘。ヌンダック・アステロイドリングの宇宙ステーションで父親の帰りを待っている。ラチェットに会った後は一緒に行動をする。
クロック＆ゼファー（声：樫井笙人/青山穣）
タルウィンの従者ロボット。かつて銀河大戦で戦った兵士だが、歳のせいかボケが来ている。特に、クロックは少し触れただけで身体がバラバラになりやすい。
スラッグ船長（声：宝亀克寿）
宇宙海賊の船長。何かにつけてたびたびラチェット達を付け狙う。
ラスティ・ピート（声：奈良徹）
宇宙海賊の参謀。マヌケで、いつも酔っ払っている。なぜスラッグが彼を参謀に抱えているのか、というのはポララ銀河7不思議の1つにも数えられている。
また、宇宙海賊の海賊合唱団のソリストで、海賊ラジオ放送のメインパーソナリティでもある。
スマッグラー（声：白熊寛嗣）
密輸入業者。オウムのパロットを連れている。"リヴァイアサン・ソウル"を渡すとお金に換えてくれる。
パロット（声：佐藤せつじ）
いつもスマッグラーの肩に乗っている口の悪いオウム。
デカケツ親父（声：宝亀克寿）
惑星サルガッソオのロンバックス遺跡にて登場。謎のアイテム「高濃縮核燃料セッケン」をプレゼントしてくれる。今作以降の作品では眼鏡をかけている。
IRIS（アイリス）（声：前田ゆきえ）
古代の検索エンジン。クリーリー彗星に存在している。色々な情報を所持しているが、現在スラッグ船長が独り占めしている。話しかければ、過去作に関連した様々なトリビアが聞ける。
グラメル
過去作の「ガラクトロン」や「メガコープ」と同じように、ポララ銀河の各惑星でショップを展開し、武器ガラメカや戦闘アイテム、アーマーなどを販売している「グラメルネット」を経営している種族。全員顔がよく似ている。

## 作中用語
ロンバックス族
ラチェットの種族。猫に近い容姿をしている。長い耳と縞模様入りのふさふさした毛皮が特徴。本作でラチェット以外のロンバックス族がどうなったのかが明かされ、「FUTURE2」で彼らがそうなってしまった悲しい原因が明かされる事になる。
クラグマイツ族
帝王タキオンが復活を目論むモンスター軍団。かつてロンバックス族によって滅ぼされたとされる種族で、強大な力をもつ兵器「ロンバックスの謎」を手に入れようと企んでいる。
パイレーツ
スラッグ船長率いる宇宙海賊軍団。クラグマイツ軍とは別の組織。
ロンバックスの謎
恐ろしいほどの威力をもつ兵器の名前。クラグマイツの惑星を一撃で消滅させたと言われている。
ホロプラン
あるガラメカの設計図。銀河中に「ホロプラン」とよばれる設計図が散らばっており、全て集めてスマッグラーに持って行くと組み立ててくれる。

## ガラメカ
コンバスター
フュージョンボム
ショックロッド
トルネイダー
バズブレイド
プレデターロケット
αディスラプター
パイロブラスター
プラズマビースト
シャアドリーパー
ネゴシエイター
ナノスウォーマー
マグネットランチャー
レイザークロウ
RYNOナンバーⅣ（ライノ・ナンバー4）
ナンバードランチャー最強のガラメカ。開発段階で銀河を8つも滅ぼしてしまったため開発が中止されたといういわくつきの武器。

## 戦闘アイテム
戦闘時に役に立つアイテム。「武器ガラメカ」とは別扱いのメカで、武器ガラメカショップでは買うことができず、専用のショップで購入したり、ステージ内に点在する宝箱から入手することで補充できる。
グルーヴトロン
小さなミラーボール型の投擲アイテム。「催眠ディスコミュージック」を発することにより、効果時間中は近くの敵（ボスも含む）を強制的に踊らせて無防備にすることができる。
リーチボム
メガリーチボム
コンラニングガス
メルモトランサー
ミスターズーコン
ビジコプター
デススプリング
ゴールデン･グルーヴトロン
「隠しアイテム」扱いの戦闘アイテムであり、特定の条件を満たすと購入できる特殊なグルーヴトロン。

### その他のガラメカ
ゲルネイター
スマッグラーから譲り受けるガラメカ。専用のポンプからゲルトニウムを充填することにより、「ゲルキューブ」を射出できるガラメカ。ゲルキューブは上に乗ってジャンプすると高く飛ぶことができ、また、既に出現しているキューブに向かってゲルキューブを撃てば、キューブを大きくすることもできる。小型の敵に使うと、その敵をキューブ内に閉じ込めて身動きを封じることも可能。
ロボウィング
ナノテックよりも小さい「ゼプトテック」のテクノロジーによって生み出された、クランク専用のガラメカ（クランク単独行動時は使用不可能）。「ランチャーパッド（下記の同名のものとは別）」から燃料を供給することによって、かなり自由度の高い飛行を可能とする。
ジオレイザー
クランクに搭載されるガラメカ（クランク単独行動時の使用は不可能）。レーダーが反応した薄い壁に、高熱のレーザー光線で穴を空けることができる。
ジャイロサイクル
ジャイロランチャーで発射されるときに円形のフォースフィールドを展開し、荒れた地形を高速で走るメカ。スマッグラーから譲り受ける。「ランチャーパッド」で燃料を補給できる場所でなければ使えない。
ディメンジョネイター
次元移動を実現する、ロンバックスの技術が結集したマッスィーン（マシン）。

## ステージ
第一ステージの惑星ケルヴァン以外の惑星は「ポララ銀河」に属しており、いくつかの領域に分かれている。ただしそれらの領域は設定されているだけで、ゲーム進行には特に影響しない。
惑星ケルヴァン「メトロポリス」
高層ビルが立ち並ぶ高度技術が発達した未来都市。第1作や第3作で登場した「わくせいケルバン」と同じ惑星である。ステージはほぼ1本道ルートで、チュートリアルも兼ねた構成になっている。
クリア後は二度と来ることができない。

### セルリアン宙域
惑星コバリア「ゲルトニウムプラント」
湿地帯が広がる惑星。ゲル状の鉱石「ゲルトニウム」の産地として有名だが、リバイアサンと呼ばれる大型モンスターが生息している。
惑星コルトグ「ストラタスシティ」
夕焼けのような赤い空が特徴の発展都市。「ナレッジホール」と呼ばれるポララ銀河のさまざまな情報を管理する施設がある。
惑星ファストゥーン「ロンバックス遺跡」
かつてロンバックス族が住んでいた星。ラチェットとクランクが、意思をもつ戦闘機アフィリオンと初めて出会った場所。
序盤に1度訪れるが、実は最終ステージでもあり、プラクサス宙域の惑星イグリアック来訪後に再び来ることになる。その際は1回目と違って夜になっているほか、ステージの構成も異なっている。
ヴォロン小惑星帯
宇宙空間を前方へ向かって進む奥スクロール型のステージ。
惑星ムゥカウ「帝国ファイトフェスティバル」
帝国ファイトフェスティバルと呼ばれる競技イベントで賑わっている。「カーニバルエリア」には巨大な観覧車がそびえ立つ。
ヌンダック小惑星環「アポジー宇宙ステーション」
タルウィンの父、マックス・アポジーが残したという宇宙ステーション。厳重な警備で守られている。ここの周辺にもリバイアサンが多数生息している。
惑星アルドリス「パイレーツ基地」
パイレーツたちの基地がある惑星。ここを探検した人間は誰ひとり帰って来ていないと言われている。

### ベルディグリス宙域
レイカー星団
「ヴォロン小惑星帯」と同じく、奥スクロール型の宇宙空間ステージ。
ライカンV「マグマ精製所」
マグマがたぎる灼熱の惑星。ガラメカを作るために必要なメタルを作る製鉄所がある。
惑星サルガッソォ「エリアL51」
沼地が広がる惑星。サルガッソォ・グランソーと呼ばれる巨大モンスターが生息しており、立ち入る探検家を食べてしまうと言われている。ゲルトニウムプラントの他、古いロンバックス研究施設跡がある。
クリーリー彗星「IRISスーパーコンピューター」
スラッグ船長が独占している銀河の超高性能コンピュータ「IRIS（アイリス）」がある彗星。雪が降っており、ステージ内には多くのパイレーツが待ち構えている。
惑星ヴァイスロン「ゾオドゥーム牢獄」
クラグマイツ軍が管理する牢獄。

### プラクサス宙域
VOブラックホール
宇宙空間型のステージで、「ヴォロン小惑星帯」などと同様の奥スクロール方向に進行する。
惑星ジャシンドウ「ケルチュシティ」
ケルチュ族の本拠地。ただしケルチュ族は他の種族を嫌っているため、ここを訪れたいと思う人は銀河の中にもあまりいない。
ユーブリック通行帯「スラッグ艦隊」
ベルディグリス宙域とプラクサス宙域をつなぐ通行帯。かつてはつなぐ普通の通行ルートだったが、現在はパイレーツたちに占拠されている。
惑星リイポラ「クラグマイツ遺跡」
かつて大クラグマイツ帝国の首都だった惑星。現在は遺跡になっている。
惑星イグリアック「メリディアンシティ」
帝国に対する反乱軍の拠点となっている大都市。後の作品でも何度か訪れることになる。